# 리만-로흐 정리
대수기하학에서 리만-로흐 정리(Riemann-Roch 定理, 영어: Riemann–Roch theorem)는 콤팩트 리만 곡면에 주어진 꼴의 특이점을 갖는 일차 독립 유리형 함수들의 개수에 대한 정리다.

## 정의
{\displaystyle M}이 콤팩트 리만 곡면이라고 하자. {\displaystyle M} 위의 인자는 {\displaystyle M}의 점들에 의하여 생성되는 자유 아벨 군의 원소다. 즉, 인자 {\displaystyle D}는 다음과 같은 꼴이다.
{\displaystyle D=\sum _{i}n_{i}x_{i}} ({\displaystyle x_{i}\in M}, {\displaystyle n_{i}\in \mathbb {Z} })
인자의 차수(degree)는 다음과 같다.
{\displaystyle \deg \sum _{i}n_{i}x_{i}=\sum _{i}n_{i}}.
{\displaystyle \alpha }가 {\displaystyle M} 위의 유리형 복소 미분 형식이라고 하자. (리만 곡면 위에서는 유리형 복소 미분 형식은 물론 0차 또는 1차이다.) {\displaystyle \alpha }는 극점과 영점(zero)들을 갖는다. 극들이 {\displaystyle p_{i}}이고, 그 차수가 각각 {\displaystyle -n(p_{i})}라고 하자. 영점들이 {\displaystyle q_{j}}이고, 그 차수가 각각 {\displaystyle n(q_{j})}라고 하자. 그렇다면 {\displaystyle \alpha }의 인자를 다음과 같이 정의한다.
{\displaystyle \operatorname {div} (\alpha )=\sum _{i}n(p_{i})p_{i}+\sum _{j}n(q_{j})q_{j}}.
유리형 함수(즉, 0차 유리형 복소 미분 형식)의 인자를 주인자(principal divisor)라고 한다. 1차 유리형 복소 미분 형식의 인자를 표준 인자(canonical divisor)라고 한다.
인자 {\displaystyle D}에 대하여, {\displaystyle \operatorname {div} (f)+D}의 계수가 모두 음이 아닌 유리형 함수 {\displaystyle f}들의 복소 벡터 공간의 (복소) 차원을 {\displaystyle I(D)}라고 하자.
{\displaystyle D}가 {\displaystyle M} 위의 인자이고, {\displaystyle K}가 표준 인자라고 하자. 그렇다면 다음이 성립한다.
{\displaystyle I(D)-I(K-D)=\deg D+\chi (M)/2}.
여기서 {\displaystyle \chi (M)}은 {\displaystyle M}의 오일러 지표이다. 이를 리만 곡면의 종수(genus) {\displaystyle g}로 쓰면
{\displaystyle I(D)-I(K-D)=\deg D-g+1}
이다.

### 선다발의 경우
인자(의 동치류)는 정칙 선다발에 대응하므로, 리만-로흐 정리를 선다발에 대하여 직접 나타낼 수 있다. 리만 곡면 {\displaystyle M} 위에 정칙 선다발 {\displaystyle L}이 있다고 하자. 그렇다면 층 코호몰로지 ({\displaystyle L} 계수 돌보 코호몰로지) {\displaystyle \operatorname {H} ^{0}(M,{\mathcal {O}}(L))} 및 {\displaystyle \operatorname {H} ^{1}(M,{\mathcal {O}}(L))}을 생각할 수 있다. 코호몰로지의 차원을 {\displaystyle \dim \operatorname {H} ^{k}=h^{k}}로 쓰자. 이렇게 하면, 리만-로흐 정리는 다음과 같이 쓸 수 있다.
{\displaystyle \chi (M,L)=\dim \operatorname {H} ^{0}(M,{\mathcal {O}}(L))-\dim \operatorname {H} ^{1}(M,{\mathcal {O}}(L))=\deg L-g+1}
(여기서 {\displaystyle \chi (M,L)}은 {\displaystyle L}의 오일러 지표다.) 세르 쌍대성을 사용하여,
{\displaystyle \operatorname {H} ^{1}(M,{\mathcal {O}}(L))^{*}\cong \operatorname {H} ^{0}(M,{\mathcal {O}}(L^{-1}\otimes K))}
따라서, {\displaystyle L}에 대응하는 인자류가 {\displaystyle [D]}라고 한다면
{\displaystyle h^{0}(M,{\mathcal {O}}(L))=I(D)}
{\displaystyle h^{1}(M,{\mathcal {O}}(L))=I(K-D)}
가 된다.
보다 일반적으로, 리만 곡면 {\displaystyle M} 위의 (임의의 계수의) 정칙 벡터 다발 {\displaystyle E}가 주어졌다고 하자. 그렇다면, 이에 대하여 다음과 같은 리만-로흐 정리가 성립한다.
{\displaystyle \chi (M,E)=\dim \operatorname {H} ^{0}(M,E)-\dim \operatorname {H} ^{1}(M,E)=\deg E+(1-g)\operatorname {rk} E}
여기서
- {\displaystyle \operatorname {rk} E}는 {\displaystyle E}의 계수이다. (즉, 선다발의 경우 1이다.)
- 정칙 벡터 다발의 차수는 {\displaystyle \deg E=\deg(E^{\wedge \operatorname {rk} E})}이다. 여기서 {\displaystyle E^{\wedge \operatorname {rk} E}}는 {\displaystyle E}의 올별 최고차 외대수로 구성된 정칙 선다발이다.

## 표
{\displaystyle x}가 바이어슈트라스 점이 아니라고 하자. 그렇다면, 리만-로흐 정리에 따라 주어진 특이점들을 갖는 유리형 함수들의 차원 {\displaystyle I(D)}는 다음과 같다.
| 종수          | {\displaystyle D=0} | {\displaystyle D=x} | {\displaystyle D=2x} | {\displaystyle D=3x} | {\displaystyle D=4x} | {\displaystyle D=5x} | … | {\displaystyle I(nx)}의 생성원 ({\displaystyle n\geq g})                                                          |
| ------------- | ------------------- | ------------------- | -------------------- | -------------------- | -------------------- | -------------------- | - | --- |
| 0 (리만 구)   | 1                   | 2                   | 3                    | 4                    | 5                    | 6                    | … | {\displaystyle 1,z^{-1},\dots ,z^{-n}}                                                                            |
| 1 (타원 곡선) | 1                   | 1                   | 2                    | 3                    | 4                    | 5                    | … | 타원 함수 {\displaystyle \wp ,\dots ,\wp ^{\lfloor n/2\rfloor },\wp \wp ',\dots ,\wp ^{\lfloor n-3\rfloor }\wp '} |
| 2             | 1                   | 1                   | 1                    | 2                    | 3                    | 4                    | … | |
| 3             | 1                   | 1                   | 1                    | 1                    | 2                    | 3                    | … | |

{\displaystyle g\geq 2}이며 {\displaystyle \deg D\leq g}인 경우, 특수한 점에서 {\displaystyle I(D)}가 위 표와 다른 값일 수 있다. 즉, 이러한 점에서는 {\displaystyle I(K-D)>g-\deg D}이다. 이를 바이어슈트라스 점이라고 한다. 예를 들어, {\displaystyle g=2}인 경우 {\displaystyle I(2x)=2}인 점이 정확히 6개 있다. 일반적으로, 주어진 종수 위에서의 바이어슈트라스 점들의 수는 유한하다.

## 예
리만-로흐 정리를 써서, 곡면 종수가 {\displaystyle g}인 콤팩트 리만 곡면의 표준 인자 {\displaystyle K}의 차수가 {\displaystyle \deg K=2g-2}임을 보일 수 있다.
1. 콤팩트 리만 곡면 위에서의 정칙함수는 상수함수밖에 없다. 즉, {\displaystyle I(0)=1}이다. 물론 {\displaystyle \deg(0)=0}이다.
2. {\displaystyle D=0}으로 놓자. 그렇다면 {\displaystyle 1-I(K)=-g+1}이다. 즉, {\displaystyle I(K)=g}이다.
3. {\displaystyle D=K}로 놓자. 그렇다면 {\displaystyle I(K)-1=\deg K-g1}이다. 즉, {\displaystyle \deg K=2g-2}이다.

예를 들어, {\displaystyle g=0}인 경우인 리만 구 {\displaystyle \mathbb {P} ^{1}}를 생각하자. 이 경우, 각 차수 {\displaystyle k\in \mathbb {Z} }에 대하여 정확히 한 개의 선다발 동형류 {\displaystyle {\mathcal {O}}(k)}가 존재하며, 그 단면의 차원은
{\displaystyle \dim \operatorname {H} ^{0}(\mathbb {P} ^{1},{\mathcal {O}}(k))=\max\{k+1,0\}}
{\displaystyle \dim \operatorname {H} ^{0}(\mathbb {P} ^{1},{\mathcal {O}}(k))=\dim \operatorname {H} ^{0}(\mathbb {P} ^{1},{\mathcal {O}}(-2-k))=\max\{-k-1,0\}}
이다. 그 특별한 경우는 다음과 같다.
- 0차 선다발은 자명한 선다발이다. 이 경우, {\displaystyle \dim \operatorname {H} ^{1}(\mathbb {P} ^{1},{\mathcal {O}}(1))=1}이다. 이는 상수 함수 {\displaystyle f(z)=1}에 의하여 생성된다. (다시 말해, 리만 구 저체 위의 정칙 함수는 상수 함수 밖에 없다.)
- 2차 선다발은 정칙 접다발 {\displaystyle {\mathcal {O}}(2)\cong \mathrm {T} \mathbb {P} ^{1}}이다. (예를 들어, 벡터장 {\displaystyle \partial /\partial z}는 {\displaystyle w=1/z}에서 {\displaystyle -w^{2}\partial /\partial w}가 된다.) 이 경우, {\displaystyle \dim \operatorname {H} ^{0}(\mathbb {P} ^{1},{\mathcal {O}}(2))=3}이며, 그 기저는 {\displaystyle \{\partial /\partial z,z\partial /\partial z,z^{2}\partial /\partial z\}}이다.
- −2차 선다발은 표준 선다발 {\displaystyle {\mathcal {O}}(-2)\cong \mathrm {T} ^{*}\mathbb {P} ^{1}}이다.  (예를 들어, 복소수 미분 형식 {\displaystyle \mathrm {d} z}는 {\displaystyle w=1/z}에서 {\displaystyle -w^{-2}\mathrm {d} w}가 된다.) 이 경우, {\displaystyle \dim \operatorname {H} ^{0}(\mathbb {P} ^{1},{\mathcal {O}}(-2))=0}이다. 즉, 그 대역적 단면은 0 밖에 없다. 반면 {\displaystyle \dim \operatorname {H} ^{1}(\mathbb {P} ^{1},{\mathcal {O}}(-2))=1}이며, 돌보 코호몰로지에서 그 대표원은 푸비니-슈투디 계량 {\displaystyle (1+z{\bar {z}})^{-2}\,\mathrm {d} z\wedge \mathrm {d} {\bar {z}}}로 주어진다.
- 1차 선다발은 스피너 다발이다. 그 단면 공간은 2차원이며, 그 기저는 {\displaystyle \textstyle \{{\sqrt {\partial /\partial z}},z{\sqrt {\partial /\partial z}}\}}이다.

## 곡면 리만-로흐 정리
대수 곡면에 대해서도 리만-로흐 정리가 존재하며, 다음과 같다.:362–363 대수적으로 닫힌 체 {\displaystyle k}에 대한 비특이 대수 곡면 (2차원 비특이 완비(영어: complete) 대수다양체) {\displaystyle X} 위에 베유 인자 {\displaystyle D}가 존재한다고 하고, 그 (정칙) 오일러 지표를 {\displaystyle \chi (D)}라고 하자. 그렇다면 다음이 성립한다.
{\displaystyle \chi (D)=1+p_{\text{a}}(X)+{\frac {1}{2}}D.(D-K(X))}
여기서 {\displaystyle K(X)}는 {\displaystyle X}의 표준 인자이고, {\displaystyle D.D'}는 두 인자 사이의 교차수(영어: intersection number)이며, {\displaystyle p_{\text{a}}}는 {\displaystyle X}의 산술종수이다.

## 일반화
곡선과 곡면에 대한 리만-로흐 정리는 히르체브루흐-리만-로흐 정리로 일반화되며, 이 또한 아티야-싱어 지표 정리나 그로텐디크-리만-로흐 정리로 일반화된다.

## 역사

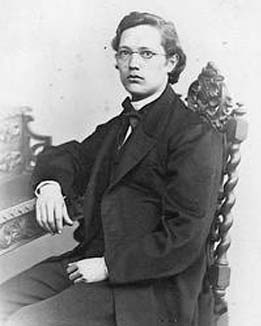
구스타프 로흐

곡선에 대한 리만-로흐 정리는 베른하르트 리만이 1857년 표준 인자 항 {\displaystyle I(K-D)}를 무시한, 부등식의 형태로 증명하였다. 리만의 제자였던 구스타프 로흐가 1865년 표준 인자 항을 삽입하여 등식으로 만들었다. 로흐는 이 정리를 24세에 증명하였는데, 불행히도 2년 뒤 결핵에 걸려 26세의 나이로 요절하였다.
곡면에 대한 리만-로흐 정리는 막스 뇌터가 1886년에, 페데리고 엔리퀘스가 1894년에 초기적인 형태로 증명하였고, 고전적인 형태는 귀도 카스텔누오보가 1896년에 증명하였다.

## 같이 보기
- 그로텐디크-리만-로흐 정리
- 히르체브루흐-리만-로흐 정리